# Хайнань (пролив)
Хайна́нь (Цюнчжо́у) (кит. трад. 瓊州海峽, упр. 琼州海峡, пиньинь Qióngzhōu Hǎixiá — Цюньчжоухайся) — пролив, отделяющий лежащий с севера полуостров Лэйчжоу (провинция Гуандун, Китай) от острова Хайнань к югу. Пролив соединяет залив Бакбо (с запада) с Южно-Китайским морем.
Наименьшая ширина пролива составляет 18,5 км, длина — 93 км, глубина на фарватере 36—108 м. Скорость приливных течений доходит до 6 км/ч.
В южной части пролива на острове Хайнань расположен город-порт Хайкоу.
В 2003 году через пролив было запущено регулярное паромное сообщение. При скорости парома до 15 узлов на пересечение пролива уходит 40 минут. В планах у китайского правительства — соединить остров с материком с помощью тоннеля под проливом.